# La Chaussée-d'Ivry
La Chaussée-d'Ivry è un comune francese di 1 024 abitanti situato nel dipartimento dell'Eure-et-Loir nella regione del Centro-Valle della Loira.
Nel territorio comunale le acque del fiume Vesgre confluiscono in quelle del fiume Eure.

## Società

### Evoluzione demografica
Abitanti censiti